# Liste der Kulturdenkmäler in Meddersheim
In der Liste der Kulturdenkmäler in Meddersheim sind alle Kulturdenkmäler der rheinland-pfälzischen Ortsgemeinde Meddersheim aufgeführt. Grundlage ist die Denkmalliste des Landes Rheinland-Pfalz (Stand: 2. August 2023).

## Denkmalzonen
| Bezeichnung                    | Lage                                           | Baujahr                    | Beschreibung | Bild            |
| ------------------------------ | ---------------------------------------------- | -------------------------- | --- | --------------- |
| Denkmalzone Jüdischer Friedhof | südöstlich des Ortes; Flur Judenbegräbnis Lage | 19. Jahrhundert            | Areal mit etwa 40 Grabsteinen vom 19. bis zum Anfang des 20. Jahrhunderts                                                       | Fotos hochladen |
| Denkmalzone Schliffgesmühle    | nördlich des Ortes an der Nahe Lage            | Mitte des 19. Jahrhunderts | eingeschossiges spätklassizistisches Wohnhaus mit Kniestock, Wirtschaftsgebäude, teilweise Fachwerk, Mitte des 19. Jahrhunderts | Fotos hochladen |

## Einzeldenkmäler
| Bezeichnung                           | Lage                                | Baujahr                            | Beschreibung | Bild            |
| ------------------------------------- | ----------------------------------- | ---------------------------------- | --- | --------------- |
| Wohnhaus                              | Hintergasse 15 Lage                 | 1805                               | Fachwerkhaus, teilweise massiv, bezeichnet 1805 | Fotos hochladen |
| Hofanlage                             | Hohlgasse 1 Lage                    | 18. Jahrhundert                    | Hofanlage; Wohnhaus, im Kern Renaissancebau, 1580, im 18. Jahrhundert überformt; Scheune, 16. bis 18. Jahrhundert; Stalltrakt, bezeichnet 1892/1929; Schuppen; bauliche Gesamtanlage | Fotos hochladen |
| Gasthaus                              | Hohlgasse 3 Lage                    | 1830                               | klassizistischer Fachwerkbau, verputzt und verschiefert, bezeichnet 1830 | Fotos hochladen |
| Hofanlage                             | Kirschrother Straße 6/8 Lage        | 1830                               | Hofanlage; Doppelwohnhaus, Fachwerk verputzt, bezeichnet 1830; Wirtschaftsgebäude, 19. Jahrhundert                                                                                   | Fotos hochladen |
| Villa                                 | Naheweinstraße 6 Lage               | 1911                               | späthistoristische Villa, bezeichnet 1911 | BW              |
| Hofanlage                             | Naheweinstraße 21 Lage              | um 1830/40                         | Vierseithof; klassizistisches Fachwerkhaus, verputzt, um 1830/40; Wirtschaftsgebäude, teilweise Fachwerk                                                                             | BW              |
| Wohnhaus                              | Naheweinstraße 24 Lage              | zweite Hälfte des 18. Jahrhunderts | spätbarocker Mansardwalmdachbau, Fachwerk verputzt, zweite Hälfte des 18. Jahrhunderts                                                                                               | BW              |
| Wohnhaus                              | Naheweinstraße 30 Lage              | 1737                               | ehemaliges Lehrerwohnhaus; barocker Krüppelwalmdachbau, bezeichnet 1737 | Fotos hochladen |
| Evangelische Kirche                   | Naheweinstraße 32 Lage              | um 1500                            | romanischer Chorturm, Helm 1814, spätgotischer Chor, um 1500, spätbarocker Saal, 1756                                                                                                | Fotos hochladen |
| Kirchhofmauer und Grabsteine          | Naheweinstraße, bei Nr. 32 Lage     | 19. Jahrhundert                    | Kirchhofmauer; unterhalb im Friedhof Grabsteine, 19. Jahrhundert; Grabstein Schlarb, antikische reliefierte Stele, gegen 1900                                                        | BW              |
| Evangelisches Pfarr- und Gemeindehaus | Naheweinstraße 34 Lage              | um 1850/60                         | ehemaliges evangelisches Schul- und Pfarrhaus; repräsentativer Walmdachbau, um 1850/60; Torbogen zwischen Kirche und Pfarrhaus, Mitte des 19. Jahrhunderts                           | Fotos hochladen |
| Wohnhaus                              | Naheweinstraße 36 Lage              | 1723                               | barockes Fachwerkhaus, teilweise massiv, bezeichnet 1723 | Fotos hochladen |
| Rheingräflicher Hof                   | Naheweinstraße 46/48 Lage           | 16. bis 19. Jahrhundert            | ehemaliger Rheingräflicher Hof; 16. bis 19. Jahrhundert; zweiteilige Baugruppe aus Fachwerkhäusern, eingebauter Treppenturm, bezeichnet 1592                                         | Fotos hochladen |
| Haustür                               | Naheweinstraße, an Nr. 49 Lage      | 1820                               | klassizistische Oberlichttür, bezeichnet 1820 | BW              |
| Haustür                               | Neugasse, an Nr. 5 Lage             | 1834                               | Haustür, bezeichnet 1834 | BW              |
| Gasthaus „Zur Traube“                 | Sobernheimer Straße 2 Lage          | 1747                               | barocker Mansardwalmdachbau, teilweise Fachwerk, bezeichnet 1747 | BW              |
| Wohnhaus                              | Sobernheimer Straße 5 Lage          | 1681                               | barockes Fachwerkhaus, teilweise verschiefert, bezeichnet 1681 und 1725, Veränderungen im 19. Jahrhundert                                                                            | Fotos hochladen |
| Altes Rathaus                         | Sobernheimer Straße 16 Lage         | um 1600                            | teilweise Fachwerk, im Kern wohl um 1600 und aus dem 17. Jahrhundert, Dachreiter mit Glocke, 1719                                                                                    | Fotos hochladen |
| Brücke                                | Unterm Winkel Lage                  | zweite Hälfte des 19. Jahrhunderts | zweibogige Brücke über den Altenberger Bach, zweite Hälfte des 19. Jahrhunderts | Fotos hochladen |
| Brücke                                | östlich des Ortes an der L 232 Lage | um 1860                            | fünfbogige Brücke über die Nahe, Sandsteinquader, um 1860, nach Sprengung 1946/47 wiederaufgebaut                                                                                    | BW              |